# Rustia rubra
Rustia rubra là một loài thực vật có hoa trong họ Thiến thảo. Loài này được Standl. ex D.A.Simpson miêu tả khoa học đầu tiên năm 1976.